# Feröeri világítótornyok
A feröeri világítótornyok és jelzőfények az észak-atlanti Feröeren a 19. század végétől kezdve épültek ki, és azóta segítik a nemzetközi hajózást a térségben.

## Történelem

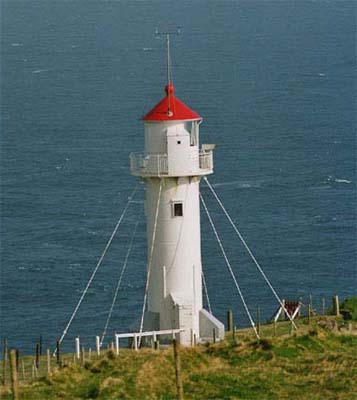
Az akrabergi világítótorony Feröer legdélebbi részén kirándulások kedvelt célpontja

1560-ban II. Frigyes dán király elrendelte hűbéreseinek, hogy jelzőfényekkel és bójákkal jelöljék ki a Skagen és Falsterbo közötti hajózóutat az Øresundon. Szűk száz évvel később, 1655-ben létesítették az első norvégiai jelzőfényt a Lindesnæs földnyelven. Svédország első jelzőfényét 1669-ben hozták létre a stockholmi sérszigetek bejáratánál. Skandinávia távolabbi tájain, mint Izland vagy Feröer viszont még sokáig kellett várni; Feröeren egészen a 19. század végéig.
Az első említés a Ryberg-társasághoz kötődik, amely 1766-tól húsz éven át tranzitkereskedelmet folytatott Tórshavn székhellyel. Korabeli források szerint 1782-ben jelzőfényt létesített az érkező hajók számára Nólsoy szigetén, amely feltehetőleg csak rövid ideig működött, és nem tudni, hogyan nézett ki és milyen tüzelőanyagot használtak.
Az első valódi feröeri világítótornyot 1893-ban építették fel, és ugyanazon év október 1-jén állították üzembe. Ebben az évben egyébként összesen hat tornyot adtak át, ami a gyarapodó tengeri halászflottának és a kereskedelmi hajóknak is jelentős segítséget nyújtott. Ezek egyike a nólsoyi Borðan volt, amely a legnagyobb az összes közül, és egyben az észak-atlanti térség egyik legnagyobb fényerejű tornya. A Tórshavni kikötő déli irányból való megközelítését segíti.

## Fontos világítótornyok
- Borðan, Nólsoy (1893)
- Mykineshólmur, Mykines (1909)
- Skansin, Tórshavn
- Kallur, Trøllanes mellett, Kalsoy
- Akraberg, Sumba mellett, Suðuroy

## Külső hivatkozások
- Feröeri világítótornyok (német)
- The Lighthouse on Borðan, faroestamps.fo (angol, német, francia, dán, feröeri)